# Greg D. Carmichael
Gregory D. "Greg" Carmichael, född 1962, är en amerikansk företagsledare som är styrelseordförande, president och VD för den amerikanska bankkoncernen Fifth Third Bank och dess holdingbolag Fifth Third Bancorp.
Han arbetade tidigare som CIO för Emerson Electric mellan 1996 och 2003. Det året fick han en anställning som just CIO hos Fifth Third och var det fram till 2006 när han blev befordrad till att vara deras COO, en position han hade fram till 2015. 2012 utsågs han till president och tre år senare även VD. 2018 blev han utnämnd till styrelseordförande för banken.
Carmichael avlade en kandidatexamen i datavetenskap vid University of Dayton och en master i samma ämne vid Central Michigan University.